# Aus meiner Haut
Aus meiner Haut (internationaler englischsprachiger Titel Skin Deep) ist ein Science-Fiction-Liebesfilm von Alex Schaad, der im September 2022 bei den Internationalen Filmfestspielen von Venedig seine Premiere feierte und Anfang Februar 2023 in die deutschen Kinos kam. Der Film erzählt von einem Paar, gespielt von Mala Emde und Jonas Dassler, das versucht, seine schwierige Beziehung zu retten, und sich auf eine Insel begibt, um dort mit anderen Menschen ihre Körper zu tauschen.

## Handlung
Leyla und Tristan scheinen ein glückliches Paar zu sein. An einem schönen Sommertag landen sie auf einer Insel, die nur per Fähre zu erreichen ist. In einer Art Kommune kommen hier jeden Sommer Paare zusammen, um mit der Hilfe eines schamanischen Rituals ihre Körper mit anderen zu tauschen. Sie werden von Stella begrüßt, einer Schulfreundin von Leyla, die das Aussehen eines Mannes in fortgeschrittenem Alter besitzt, aber die Eigenheiten einer jungen Frau. Ihr verstorbener Vater, der eine Art Guru der Gruppe war, nutzte das Ritual, um sich für seine kranke Tochter zu opfern und sie in seinem Körper weiterleben zu lassen.
Tristan und Leyla werden bei der Auslosung Mo und der bereits zum zweiten Mal teilnehmenden Fabienne zugeteilt und sollen nun für zwei Wochen in der Haut des jeweils anderen Paares leben. Leyla fühlt sich befreit und verspürt endlich wieder Lust am Leben, während Tristan von der Situation schnell überfordert ist. Nachdem er Sex mit der in Leylas Körper steckenden Fabienne hatte, will er von sich selbst schockiert das Experiment abbrechen. Leyla ist darüber enttäuscht, denn nun muss auch sie wieder in ihren alten Körper zurück. Leyla, die  schon länger mit Depressionen kämpft und sich in dem neuen Körper schlagartig besser fühlte, lässt sich nun auf einen weiteren Tausch ein, als ihr ein Mann aus der Gruppe anbietet, ihr dauerhaft seinen Körper zu überlassen.

## Produktion

### Regie und Drehbuch
Regie führte der Studentenoscar-Gewinner Alex Schaad. Das Drehbuch verfasste er gemeinsam mit seinem Bruder, dem Schauspieler und Autoren Dimitrij Schaad. Es handelt sich nach seinen mittellangen Filmen Invention of Trust, Endling und The Love Europe Project bei dem Science-Fiction-Liebesfilm um Alex Schaads Langfilmdebüt.

### Besetzung und Dreharbeiten

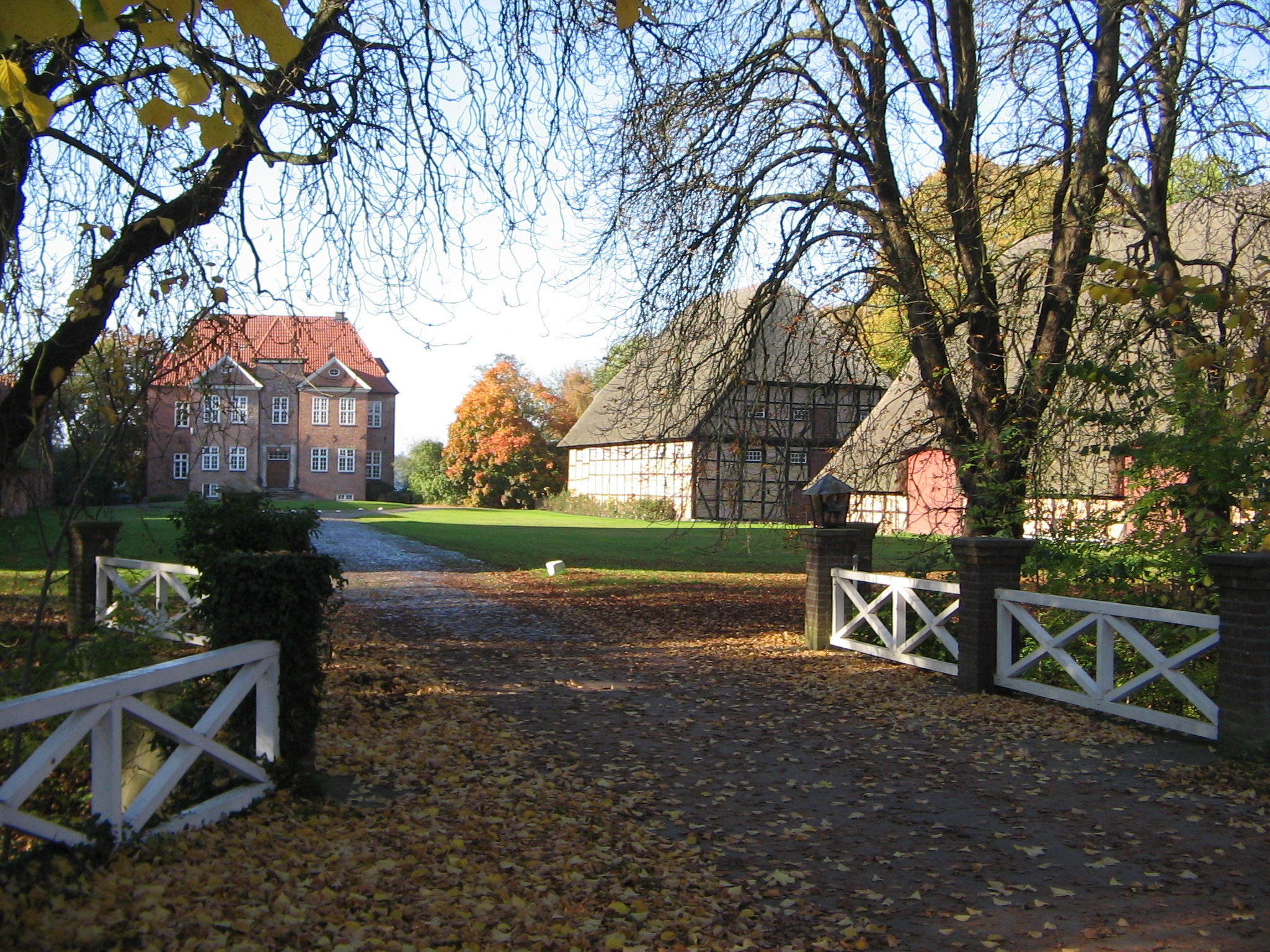
Hauptdrehort war das Gut Wahlstorf bei Preetz

Jonas Dassler und Mala Emde spielen in den Hauptrollen Tristan und Leyla. Dimitrij Schaad ist in der Rolle von Mo zu sehen und Maryam Zaree in der Rolle von Fabienne, mit denen sie als erstes die Körper tauschen. Edgar Selge spielt Stella. Weitere Rollen wurden mit Adam Bousdoukos, Sema Poyraz und Thomas Wodianka besetzt. Letzterer spielt Roman, den früheren Lebensgefährten von Stellas verstorbenem Vater.
Die Dreharbeiten fanden von 21. September bis 22. Oktober 2021 in Schleswig-Holstein statt.  Hauptdrehort war das am Südufer des Lanker Sees gelegene Gut Wahlstorf bei Preetz, das der Anlage der Kommune als Kulisse diente. Die unter Denkmalschutz stehende Gutsanlage umfasst heute das Herrenhaus, drei historische Scheunen und einen Pferdestall. Die meisten Schauspieler lebten während der Dreharbeiten im Schloss. Als Kameramann fungierte Ahmed El Nagar, der wie der Regisseur an der Hochschule für Fernsehen und Film München studierte. Der Arbeitstitel lautete Marmor.

### Filmmusik und Veröffentlichung
Die Filmmusik komponierte Richard Ruzicka, der zuvor für mehrere Folgen der Kriminalfilmreihen Tatort und Polizeiruf 110 tätig war.
Die Premiere erfolgte im September 2022 bei den Internationalen Filmfestspielen von Venedig, wo er in der Kritikerwoche gezeigt und mit dem Queer Lion ausgezeichnet wurde. Ende September 2022 wurde er beim Zurich Film Festival gezeigt und Ende September, Anfang Oktober 2022 beim Filmfest Hamburg. Anfang November 2022 wurde er bei den Nordischen Filmtagen Lübeck und beim Festival de Cine Europeo de Sevilla vorgestellt und hiernach beim Internationalen Filmfestival Mannheim-Heidelberg. Im Dezember 2022 wurde er beim Les Arcs Film Festival gezeigt. Am 23. Januar 2023 eröffnete Aus meiner Haut das Filmfestival Max Ophüls Preis und kam am 2. Februar 2023 in die deutschen Kinos. Anfang März 2023 wurde der Film beim Glasgow Film Festival gezeigt und Ende Juli, Anfang August 2023 beim Fantasia International Film Festival. Am 2. Februar 2024 kam der Film in ausgewählte US-Kinos und startete dort in der darauffolgenden Woche landesweit. Am 12. März 2025 erfolgte die Erstausstrahlung im Fernsehen arte.

## Rezeption

### Kritiken
Von den bei Rotten Tomatoes aufgeführten Kritiken sind 96 Prozent positiv bei einer durchschnittlichen Bewertung mit 7,4 von 10 möglichen Punkten.
Felicitas Kleiner vom Filmdienst schreibt, Alex Schaad verstehe es, mit simplen, effektiven Mitteln, den Film zügig ins Mystery-Fahrwasser zu steuern. Aus meiner Haut flirre faszinierend zwischen verschiedenen Tonlagen, und obwohl sich die Inszenierung dramatische Zuspitzungen weitgehend verkneife und die Handlung ruhig entwickelt, sorge dieses Changieren für latente Spannung. Das Thema des Films sei die Frage, was uns und die, die wir lieben, eigentlich ausmacht und welche Spannweite eine Liebe hat, wenn sich Veränderungen einstellen, so Kleiner. Anders als in der US-Serie Altered Carbon, in der Menschen ihr Bewusstsein auf futuristische Datenträger transferieren und in verschiedenste Körperhüllen implementieren können, gehe Aus meiner Haut das Körpertausch-Thema nicht im Sinne einer futuristischen Technologie an, sondern eher als spirituelle Herausforderung. Den Figuren werde Vertrautes fremd, nicht nur der eigene Körper, sondern auch der des oder der Geliebten. Mala Emde und Jonas Dassler sowie Maryam Zaree, Dimitrij Schaad und Thomas Wodianka, die Leyla und Tristan im Lauf des Films verkörpern, machten daraus eine anrührende Odyssee.
Björn Becher von Filmstarts schreibt, angesichts der absonderlichen Kommunen-Gemeinde mit großer Scheune, mysteriösem weißen Zelt sowie der traumatisierten Leyla als emotionalem Zentrum liege zunächst einmal die Vermutung nah, dass man es hier quasi mit der deutschen Version von Ari Asters Midsommar zu tun habe. Auch wenn Regisseur Alex Schaad bisweilen zwar mit der Möglichkeit kokettiere, dass womöglich bald eine brutale Gewalttat die Kommune erschüttern könnte, sei Aus meiner Haut jedoch kein Horrorfilm. Der Film sei in seiner Ausgestaltung zwar faszinierend, in den besten Momenten gar berührend, gehe an entscheidenden Stellen aber nicht tief genug und plätschere bisweilen sogar ein wenig vor sich hin. Am besten genieße man den Film, ohne sich groß mit der Logik des Ganzen auseinanderzusetzen und sich einfach nur auf das Geschehen einzulassen. Wie im Körpertausch-Genre üblich biete auch Aus meiner Haut viel Raum für auffälliges Schauspiel. So dürfe Jonas Dassler, der als schüchterner Tristan eher blass bleibe, in seiner kurzen Zeit als „Arschloch“ Mo so richtig aufdrehen. Allen die Show stehle im finalen Drittel allerdings Theaterstar Thomas Wodianka in der Rolle einer verzweifelten Frau, die im Körper eines Ex-Alkoholikers ihr Glück gefunden hat.
Peter Osteried, Filmkorrespondent der Gilde deutscher Filmkunsttheater, erklärt in seiner Kritik, der Film beschäftige sich mit der Frage, was es ist, das den Menschen ausmacht, ob der Körper oder der Verstand. Auch spiele der Film mit dem Thema Gender und stelle die Frage, wie Liebe bestellt ist: „Die meisten würden wohl sagen, sie lieben den Geist, den Verstand, die Essenz des anderen, aber was ist, wenn diese weibliche Essenz in einem männlichen Körper steckt? Ist dann die Liebe noch möglich, wie sie war?“ Auch wenn Tristan es versucht, will er Leyla wie sie ist, aber idealerweise glücklich. Dieser Konflikt scheine nicht auflösbar, definiere aber den Kern des gedankenanregenden Films, in dem Alex Schaad nicht unbedingt eine Antwort finde, aber den Zuschauer herausfordere, selbst eine zu liefern.
In einer Kritik in der Frankfurter Rundschau heißt es, durch grandiose schauspielerische Leistung könne der Zuschauer miterleben, wie auf der Insel Menschen ihre Körper tauschen. Auch die ganz besondere Stimmung, die Regisseur Alex Schaad in seinem ersten Langfilm zaubere, trage dazu bei. Was zunächst wie ein spannendes, lustiges Experiment klinge, verberge sich jedoch viel mehr, und es gehe in dem Film um die Frage, was eigentlich die Identität eines Menschen ausmacht.
Dieter Oßwald lobt die Leichtigkeit im Doppelpunkt (Nürnberg): „Wenn man weiß, wie der Hase und die Häsin laufen, geraten die emotionalen Achterbahnfahrten der Figuren zum Vergnügen mit Nachdenk-Potenzial. ‚Magischen Realismus‘ nennt der Regisseur sein Debüt, das angenehm unangestrengt und verspielt ausfällt.“

### Auszeichnungen
Aus meiner Haut wurde Mitte Januar 2023 in die Vorauswahl für den Deutschen Filmpreis aufgenommen. Im Folgenden eine Auswahl weiterer Auszeichnungen und Nominierungen.
Bayerischer Filmpreis 2022

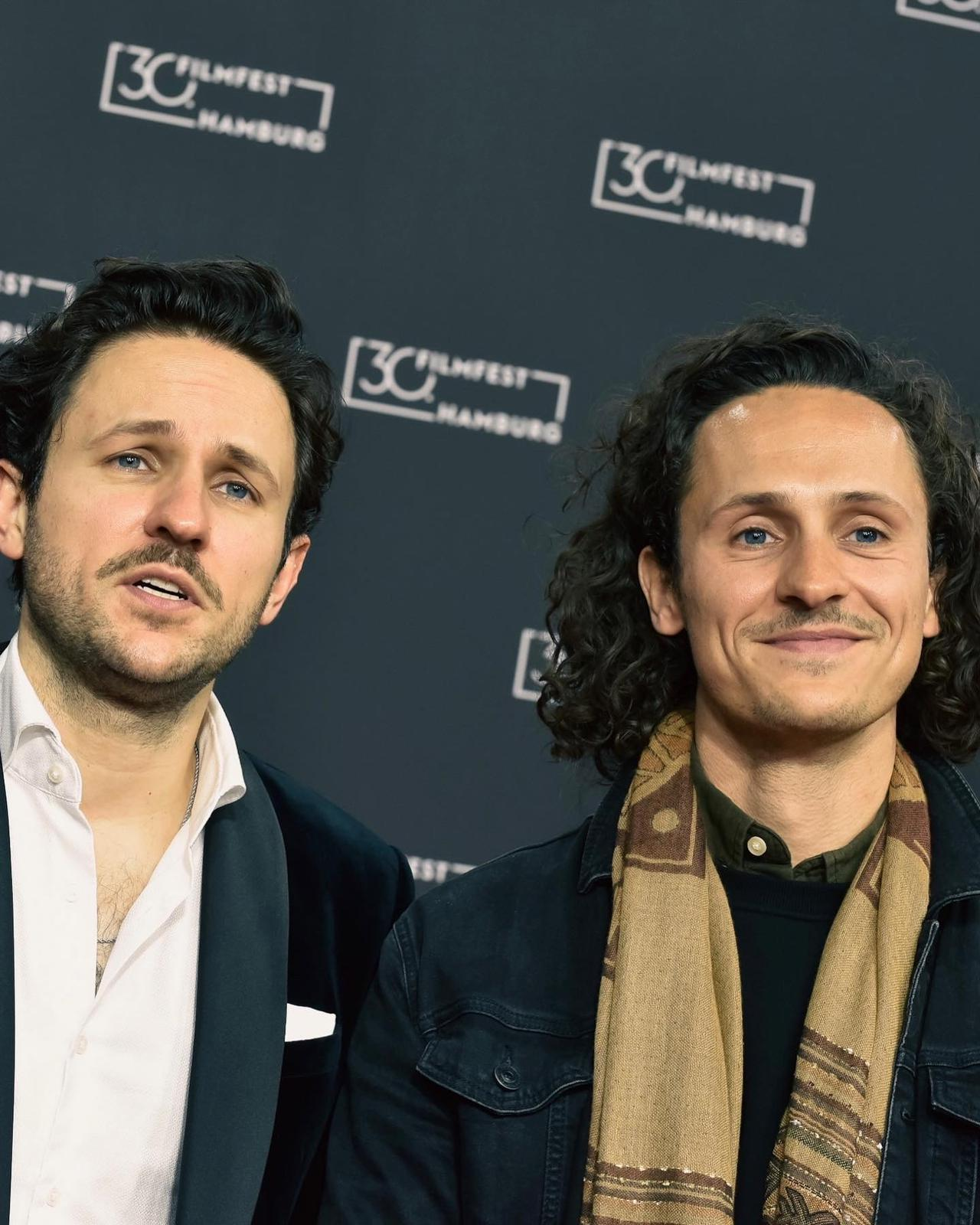
Alex Schaad (rechts) und Dimitrij Schaad bei der Vorstellung von Aus meiner Haut beim Filmfest Hamburg

- Auszeichnung mit dem Nachwuchs-Drehbuchpreis (Alex Schaad und Dimitrij Schaad)[28]

Festival de Cine Europeo de Sevilla 2022
- Nominierung in der Sektion The New Waves[29]

Filmfest Hamburg 2022
- Auszeichnung mit dem Hamburger Produzentenpreis

Glasgow Film Festival 2023
- Nominierung für den Publikumspreis[30]

Internationale Filmfestspiele von Venedig 2022
- Nominierung im Wettbewerb der Settimana Internazionale della Critica (Alex Schaad)
- Auszeichnung mit dem Queer Lion[31][32]

Les Arcs Film Festival 2022
- Nominierung im Hauptwettbewerb
- Auszeichnung mit dem Cineuropa Prize
- Lobende Erwähnung im Rahmen des Youth Jury Awards (Alex Schaad)[15][33]

Nordische Filmtage Lübeck 2022
- Nominierung im Wettbewerb Spielfilme

Zurich Film Festival 2022
- Nominierung im Fokus Wettbewerb[11]